# John Allen Giles
John Allen Giles, född 26 oktober 1808 i Mark i Somerset, död 24 september 1884, var en brittisk historiker, skolman och författare, främst känd för sina verk om fornengelskan. Han var far till den brittiske diplomaten och sinologen Herbert Giles.
Han  tjänstgjorde någon tid som skolrektor, bland annat vid City of London school, och utgav mer än 160 band, vilka bland annat innehåller Patres ecclesiæ anglicanæ (1837-43), History of the ancient Britons (1847), Hebrew records (1850; 2:a upplagan 1853), Codex apocryphus novi testamenti (1852), Christian records (1854), Vita quorundam anglo-saxonum (samma år), Heathen records to the jewish scriptural history (1856) och The writings of the early Christians of the second century (1857) samt översättningar från Terentius, Lanfranc, Beda och Alfred den store.